# デトロイト空港衝突事故
デトロイト空港衝突事故（デトロイトくうこうしょうとつじこ）とは、1990年12月3日（現地時間、EST）にアメリカ合衆国・ミシガン州のデトロイト・メトロポリタン・ウェイン・カウンティ空港の滑走路上で発生した航空事故である。
ノースウエスト航空1482便（機材：マクドネル・ダグラス DC-9-14）が使用中の滑走路に誤って進入し離陸滑走中のノースウエスト航空299便（機材：ボーイング727）と衝突した。

## 概要
事故が発生した1990年12月3日13時45分頃には、空港には濃霧が発生していた。ノースウエスト航空1482便（マクドネル・ダグラス DC-9、ピッツバーグ国際空港行き）は、C-18ゲートを出発し、オスカー 6、フォックストロット、エックスレイの各誘導路を経由して滑走路03C へ向かうルートを航空交通管制から指示された（最短経路となる）。しかし、1482便は途中で現在地を見失ったまま走行し、オスカー 6から離れてアウター誘導路に進入した。そのため、地上管制はその先にあるオスカー 4誘導路を右折してエックスレイ誘導路に戻るように指示したものの、オスカー 4は当時右側2方向に曲がることができたため、1482便は本来右後方向に進むべきところを地上管制に確認を取ることなく右前方向に進み、そのまま滑走路03Cの中央部に進入してしまった。1482便の機長は滑走路03Cが既に使用されているかもしれないと不審を抱き、滑走路脇に機体を停止させて地上管制に報告したが、このとき既にノースウエスト航空299便（ボーイング727、メンフィス国際空港行き）は滑走路03Cからの離陸承認を得て滑走を開始しようとしていた。

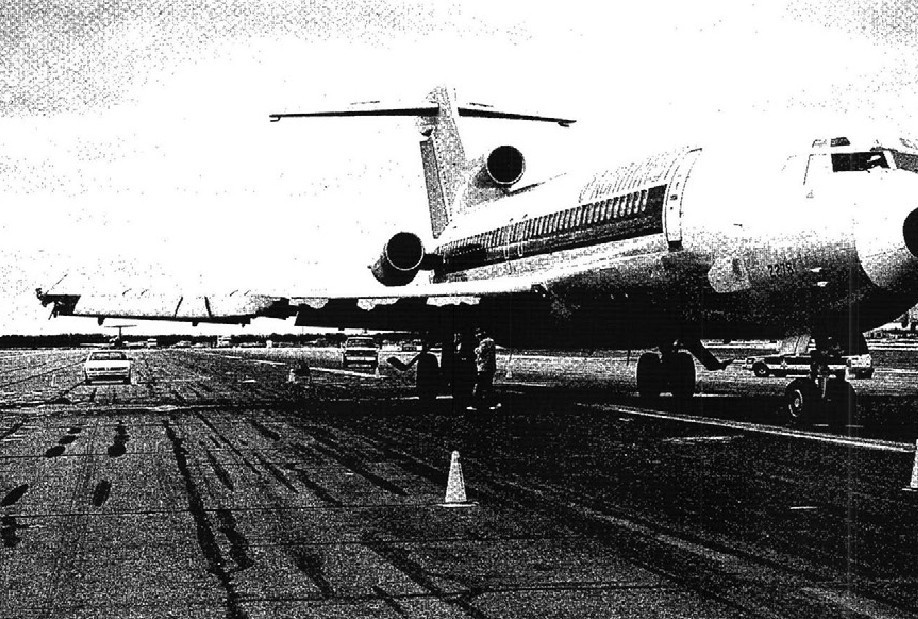
衝突した299便

1482便が地上管制から直ちに滑走路から出るように指示された約5秒後、1482便と299便は、相対する形で機体右側の翼をそれぞれ重ね合せるようにして衝突した。299便は、右翼端等に損傷を受けたものの火災等は発生せず、乗員・乗客ともに死傷者はいなかった。しかし1482便は、299便の翼が胴体右側を切り裂くように通過し、またエンジンの損傷により燃料が漏れ火災が発生したため、乗員1名と乗客7名、計8名の死者と、10名の重傷者を出した。

## 事故原因
アメリカ国家運輸安全委員会の事故調査により、事故原因として次の点が報告された。
- 操縦士の問題：不確実な経路に進入した際に停止して地上管制に報告しなかったことと、操縦士間の役割の逆転（機長が副操縦士に心理的に従属する状態になっていた）による協調の欠如
- 空港の問題：指示と異なる経路に進入した際の地上管制と飛行場管制との連絡手段の欠如（1482便から滑走路03Cにいるという連絡を受けた際、迅速に飛行場管制に連絡を取り、飛行場管制から299便の離陸を中止させていれば、衝突を回避できる可能性があった）、視認性の低い状態での指示経験の欠如による不適切な指示とそのバックアップ体制の不備、路面上のマーキングや看板の表記の不備
- 機体の問題：後部テールコーン解放機構の動作不良（これにより、1482便の機体後部で2名が窒息死している）

## 映像化
- メーデー!:航空機事故の真実と真相 第18シーズン第4話「Taxiway Turmoil」

## 類似事故
- マドリード・バラハス空港地上衝突事故 - スペインのマドリード＝バラハス空港の滑走路上でボーイング727とDC-9が衝突した航空事故。
- リナーテ空港事故 - イタリアのリナーテ空港の滑走路上で航空機同士が衝突した航空事故。両機に生存者は無く、また、地上でも8人が巻き込まれて死傷した。
- テネリフェ空港ジャンボ機衝突事故 - 1977年3月27日、スペインのテネリフェ空港の滑走路上でパンアメリカン航空とKLMオランダ航空がそれぞれ所有していたボーイング747同士が濃霧の中で激突。2024年現在、航空機事故史上最悪の死者を出した。
- ロサンゼルス国際空港地上衝突事故 - 1991年2月1日、ロサンゼルス国際空港に着陸しようとしたUSエアーのボーイング737-300が、地上待機中だったスカイウェスト航空のフェアチャイルド・スウェアリンジェン メトロライナーと衝突し、スカイウェスト航空機に乗っていた12人全員と、USエアー機の22人が死亡した。原因は管制官のミスが主だったが、その他複数の要因が絡んだ。